# Nicolaus Isaaci
Nicolaus Isaaci, född 1617 i Linköping, död i januari 1658, var en svensk präst i Slaka församling och lektor i Linköping.

## Biografi
Nicolaus Isaaci föddes 1617 i Linköping. Han var son till en borgare i staden. Isaaci studerade i Linköping och blev 26 september 1641 student vid Uppsala universitet. Han blev 7 maj 1649 magister och blev 1651 rektor i Linköping. Isaaci blev 1652 latinlektor (eloquentiæ et poeseos) i Linköping och prästvigdes 28 juni 1657. Han blev 1657 andre teologi lektor i Linköping och kyrkoherde i Slaka församling. Isaaci avled i januari 1658.

### Familj
Isaaci gifte sig 1652 med Christina Torneer. Hon var dotter till ryttmästaren Hans Carlsson på Tornby i Fornåsa socken.